# Daniel T. Eismann
Daniel Thomas Eismann (Eugene, Oregón, 15 de febrero de 1947 – Boise, 4 de junio de 2024)fue un abogado y juez estadounidense de Idaho. Fue un juez retirado de la Corte Suprema de Idaho. Elegido para la corte en 2000, fue presidente del tribunal de 2007 a 2011, y dejó el tribunal en 2017.

## Vida y carrera
Nacido en Eugene, Oregón, mientras su padre asistía a la escuela de derecho, Eismann se crio en Homedale en el condado de Owyhee, Idaho, y se graduó de la Vallivue High School cerca de Caldwell en 1965. Asistió a la Universidad de Idaho en Moscow durante dos años, donde se unió a la fraternidad Sigma Alpha Epsilon, luego se enlistó en el Ejército de los Estados Unidos.
Eismann sirvió dos turnos consecutivos en la Guerra de Vietnam como jefe de tripulación/artillero de puerta en un helicóptero Huey, y fue galardonado con dos corazones púrpura por ser herido en combate y tres medallas por heroísmo. Después de una baja honorable del ejército, regresó a la UI para completar su licenciatura en sociología y luego se graduó cum laude de su Facultad de Derecho de la Universidad de Idaho en 1976.
Eismann ejerció la práctica privada en Homedale, y fue nombrado juez de magistrado en el condado de Owyhee en 1986 y juez de distrito en el condado de Ada en 1995.
Eismann desbancó a la juez de la corte suprema Cathy Silak en las elecciones estatales de mayo de 2000, la única derrota  de un titular en la corte desde 1944. Eismann no tuvo oposición para la reelección en 2006 y 2012, y se retiró en agosto de 2017.
El gobernador Butch Otter nombró a Richard Bevan del quinto distrito (Twin Falls) para ocupar el puesto, quien no tuvo oposición en las elecciones de mayo de 2018 
Eismann murió el 4 de junio de 2024, a la edad de 77 años, en un hospital en el área de Boise.